# To Russia with Love and Other Savage Amusements
To Russia with Love and Other Savage Amusements es el tercer álbum en video de la banda alemana de hard rock y heavy metal Scorpions, publicado en 1988 por Picture Music International. Cuenta con doce canciones mezcladas con un metraje de las presentaciones en vivo en el Sport-an-Concert Complex de Leningrado (Unión Soviética), dadas en abril de 1988 durante la gira promocional de Savage Amusement (1988).
Para la edición del 1 de abril de 1989 debutó en el décimo puesto del Top Music Videocassettes de la revista Billboard, mientras que para la semana del 15 de abril consiguió la novena como máxima posición. El 9 de mayo de 1989 la Recording Industry Association of America (RIAA) lo certificó de disco de oro, por vender más de 50 000 copias en los Estados Unidos.

## Lista de canciones
| N.º | Título                            | Escritor(es)                                                   | Duración |  |
| 1.  | «Blackout»                        | Rudolf Schenker, Klaus Meine, Herman Rarebell, Sonja Kittelsen |          |  |
| 2.  | «Rhythm of Love»                  | Schenker, Meine                                                |          |  |
| 3.  | «Holiday»                         | Schenker, Meine                                                |          |  |
| 4.  | «Believe In Love»                 | Schenker, Meine                                                |          |  |
| 5.  | «The Zoo»                         | Schenker, Meine                                                |          |  |
| 6.  | «Walking On the Edge»             | Schenker, Meine                                                |          |  |
| 7.  | «Long Tall Sally»                 | Enotris Johnson, Robert Blackwell, Richard Penniman            |          |  |
| 8.  | «Don't Stop at the Top»           | Schenker, Meine, Rarebell                                      |          |  |
| 9.  | «Rock You Like a Hurricane»       | Schenker, Meine, Rarebell                                      |          |  |
| 10. | «Media Overkill»                  | Schenker, Meine                                                |          |  |
| 11. | «Passion Rules the Game»          | Meine, Rarebell                                                |          |  |
| 12. | «We Let It Rock, You Let It Roll» | Schenker, Meine                                                |          |  |

## Créditos
| - Klaus Meine: voz - Rudolf Schenker: guitarra rítmica y líder - Matthias Jabs: guitarra líder y rítmica - Francis Buchholz: bajo - Herman Rarebell: batería | - Dieter Dierks: producción - Nick Morris: dirección - Fiona O'Mahony: producción de la película |

Fuente: Contraportada de To Russia with Love and Other Savage Amusements